# 12 februari
12 februari is de 43ste dag van het jaar in de gregoriaanse kalender. Hierna volgen nog 322 dagen (323 dagen in een schrikkeljaar) tot het einde van het jaar.

## Gebeurtenissen
- Algemeen
  - 1541 - Santiago in Chili wordt gesticht door Pedro de Valdivia.
  - 1912 - China gaat over op de gregoriaanse kalender.
  - 2020 - Bij een postsorteerbedrijf in Kerkrade en in de postkamer van een bedrijfspand in Amsterdam zijn bombrieven ontploft. Daarbij raakte niemand gewond. In januari werden er al zeven onderschept.
- Bouwkunst en architectuur
  - 1929 - Stadhuis van Leiden afgebrand.
- Criminaliteit en veiligheid
  - 1993 - Gruwelijke moord op James Bulger. Twee jongens van tien jaar oud ontvoeren, martelen en vermoorden een peuter van drie jaar oud.
- Economie
  - 2019 - Speelgoedwinkelketen Intertoys vraagt surséance van betaling aan.
- Infrastructuur
  - 1920 - Het vrachtschip de West Aleta, met een lading van 15.000 vaten wijn, vergaat voor de kust van Terschelling, het bergen van de wijn neemt negen maanden in beslag.
- Media
  - 1904 - Eerste editie van de Deense sensatiekrant Ekstra Bladet.
  - 1931 - Ingebruikneming van Radio Vaticana door Paus Pius XI. De zendinstallatie is ontworpen door Guglielmo Marconi.
  - 1962 - De Deense overheid legt beslag op een van de zendschepen van zeezender Radio Mercur.
  - 2024 - Sjoerd van Ramshorst presenteert voor Omroep MAX op NPO 2 zijn eerste aflevering van de kennis- en blufkwis Met het Mes op Tafel, dat al bestaat vanaf 1997. Hij is de opvolger van Herman van der Zandt.[1]
- Oorlog
  - 1941 - Het Duitse Afrikakorps (DAK) arriveert in Tripoli, de hoofdmacht bestaat uit eenheden van de 5e 'Lichte' Divisie en krijgt de opdracht de gedemoraliseerde Italiaanse troepen te steunen in hun strijd tegen het Britse leger (Western Desert Force) in Libië.
- Politiek
  - 1832 - Ecuador annexeert de Galápagoseilanden.
  - 1899 - Ondertekening van het Duits-Spaans Verdrag, waarbij de Carolinen en de Noordelijke Marianen door Spanje worden verkocht aan Duitsland.
  - 1912 - Er komt een eind aan de Mantsjoe Qing-dynastie met de abdicatie van de 12-jarige keizer van China Pu-Yi.
  - 1974 - Aleksandr Solzjenitsyn wordt door de Sovjet-Unie zijn staatsburgerschap ontnomen en uitgewezen.
  - 1985 - Minister Elco Brinkman weigert de P.C. Hooft-prijs uit te reiken aan Hugo Brandt Corstius.
  - 1994 - Na de rechtse blanke partijen besluit ook de Inkatha Vrijheidspartij niet deel te nemen aan de eerste algemene verkiezingen die eind april worden gehouden in Zuid-Afrika.
  - 2015 - De jaarlijkse toespraak tot het parlement van de Zuid-Afrikaanse president Jacob Zuma ontaardt in een vechtpartij, waarbij onder meer de leden van de protestpartij Economic Freedom Fighters (EFF) zijn betrokken.
- Religie
  - 1922 - Kroning van paus Pius XI in Rome.
  - 1957 - Bisschopswijding van Wilhelmus Marinus Bekkers, Nederlands bisschop-coadjutor van 's-Hertogenbosch.
  - 1994 - Bisschopswijding van Ad van Luyn, bisschop van Rotterdam
- Sport
  - 1905 - Het Zwitsers voetbalelftal speelt de eerste officiële interland uit zijn geschiedenis. In Parijs wordt met 1-0 verloren van Frankrijk.
  - 1917 - In Toluca wordt de Mexicaanse voetbalclub Deportivo Toluca FC opgericht.
  - 1922 - Oprichting van de Slowaakse voetbalclub Partizán Bardejov onder de naam ŠK Bardejov.
  - 1939 - Het Peruviaans voetbalelftal wint voor de eerste keer de Copa América door in de slotwedstrijd met 2-1 te winnen van Uruguay.
  - 1944 - Oprichting van de Colombiaanse voetbalclub Deportivo Pereira.
  - 1964 - Oprichting van de Belgische volleybalclub Knack Roeselare.
  - 1967 - Kees Verkerk wordt in Oslo wereldkampioen hardrijden op de schaats.
  - 1996 - Thomas Muster lost Andre Agassi af als nummer één op de wereldranglijst der tennisprofessionals; de Oostenrijker moet die positie al na één week weer afstaan aan Agassi's landgenoot Pete Sampras.
  - 2006 - Ireen Wüst wint goud op de 3000 m tijdens de Olympische Spelen in Turijn vóór landgenote Renate Groenewold en de Canadese Cindy Klassen.
  - 2010 - De Olympische Winterspelen in Vancouver worden geopend.
  - 2010 - De Georgische rodelaar Nodar Koemaritasjvili komt bij een zwaar ongeluk op een training van de Olympische Spelen om het leven.
  - 2014 - Op de Olympische Winterspelen in Sotsji wint Stefan Groothuis de 1000 meter voor de Canadees Denny Morrison. Michel Mulder voegt aan zijn goud op de 500 meter een bronzen medaille toe.
  - 2018 - Ireen Wüst haalt goud op de Olympische Winterspelen in Pyeongchang (Zuid-Korea) op de 1.500 meter schaatsen en Marrit Leenstra rijdt naar brons. Zilver is er voor de Japanse Miho Takagi.[2]
  - 2022 - Kimberley Bos legt beslag op de bronzen medaille bij het skeleton op de Olympische Winterspelen 2022. Het is de eerste keer in de geschiedenis van de Winterspelen dat Nederland een medaille wint in deze sport. De Duitse Hannah Neise en de Australische Jaclyn Narracott pakken respectievelijk goud en zilver.[3]
  - 2023 - Atlete Diane van Es loopt in een tijd van 30.29 een Nederlands record op de 10 km die onderdeel is van de Groet uit Schoorl Run, een wedstrijd over verschillende afstanden door de Noord-Hollandse duinen. Haar tijd is 30 seconden sneller dan het oude record van Lornah Kiplagat. Van Es is hiermee ook Nederlands kampioene op deze afstand.[4]
  - 2024 - De Kansas City Chiefs winnen in de Verenigde Staten de 58e Super Bowl door na verlenging met 25-22 te winnen van de San Francisco 49ers.[5]
  - 2024 - De Nederlandse waterpolosters verliezen in de kwartfinale na strafworpen van het team uit Hongarije en kunnen hun wereldtitel niet prolongeren.[6]
- Wetenschap en technologie
  - 1904 - In Amsterdam wordt de eerste tentoonstelling van de Rijwiel- en Automobielindustrie (RAI) geopend.
  - 2001 - Het NEAR Shoemaker ruimtevaartuig maakt een zachte landing op de planetoïde 433 Eros.[7]
  - 2005 - De nieuwe Ariane 5 ECA wordt succesvol gelanceerd, met aan boord de Sloshsat-FLEVO satelliet.
  - 2009 - Het DNA-profiel van de neanderthaler is in kaart gebracht.
  - 2023 - De planetoïde (654) Zelinda is in oppositie met de zon.[8]
  - 2023 - Lancering van een Falcon 9 raket van SpaceX vanaf Kennedy Space Center Lanceercomplex 40 voor de Starlink group 5-4 missie met 55 Starlink satellieten.[9]
  - 2024 - Na 'cloud seeding' activiteiten, het bezaaien van wolken met chemische stoffen met als doel het opwekken van neerslag, door de lokale meteorologische dienst worden delen van de Verenigde Arabische Emiraten getroffen door zware regenval, bliksem en hagelstenen die soms groter zijn dan golfballen.[10]

## Geboren

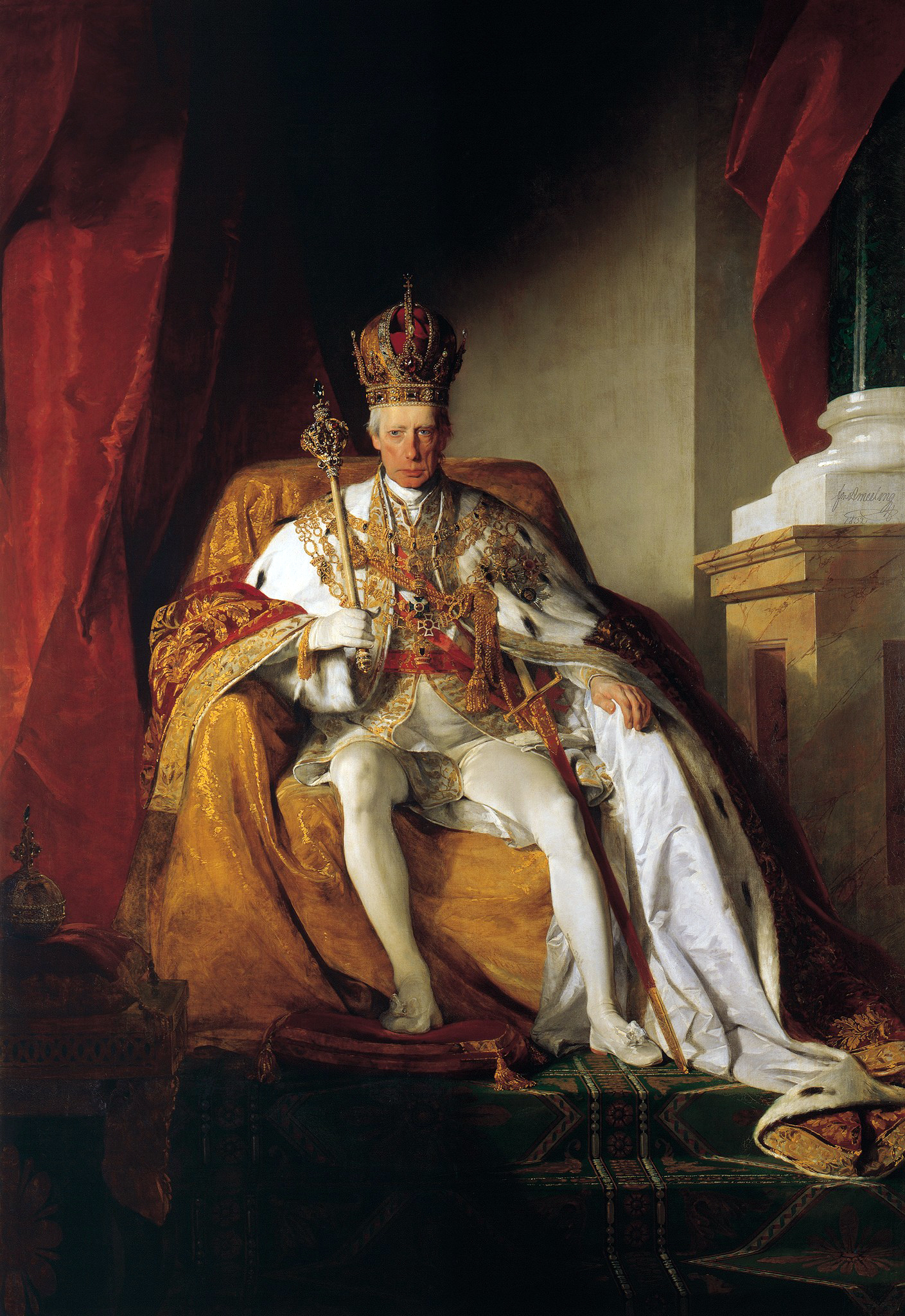
Frans II van Oostenrijk
geboren in 1768

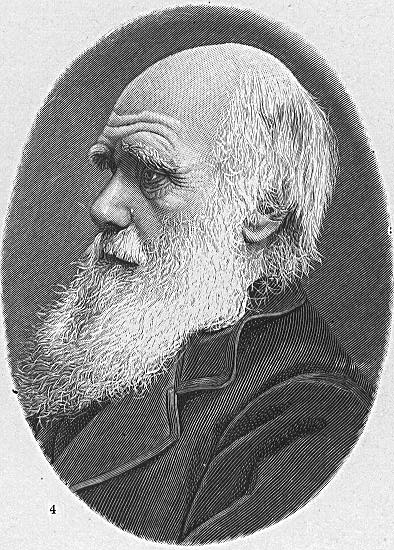
Charles Darwin
geboren in 1809

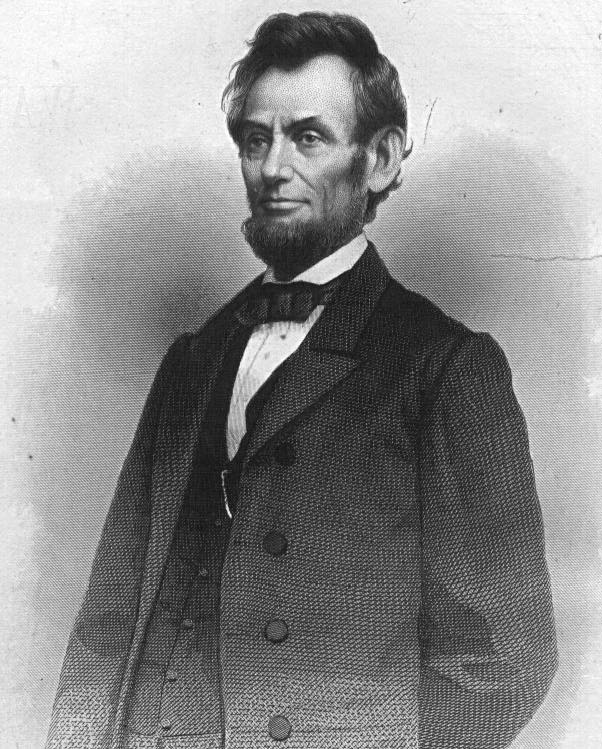
Abraham Lincoln
geboren in 1809

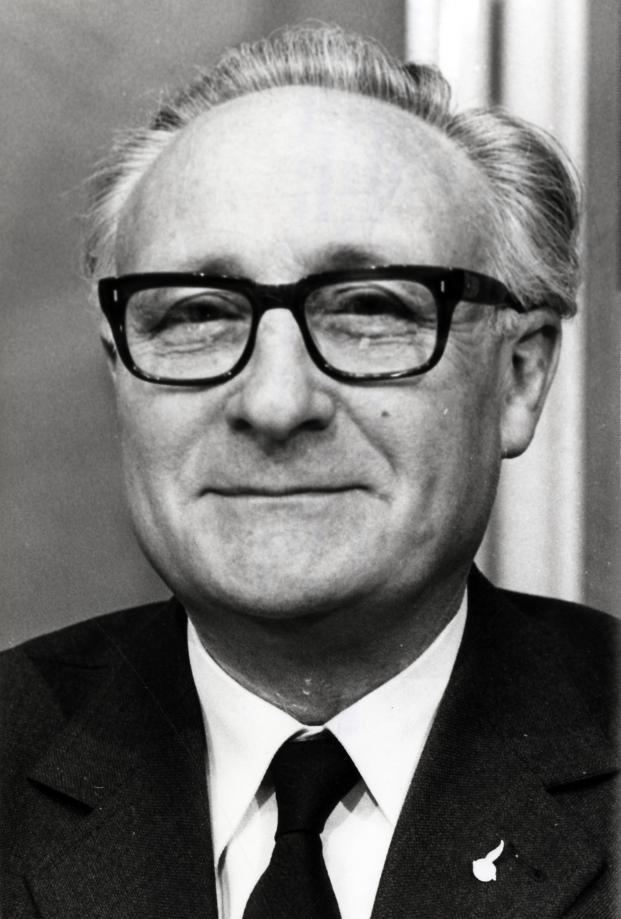
Jan Broeksz
geboren in 1906

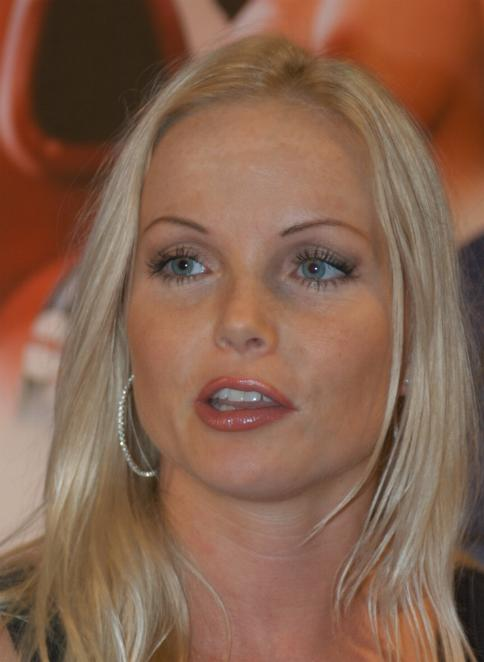
Silvia Saint
geboren in 1976

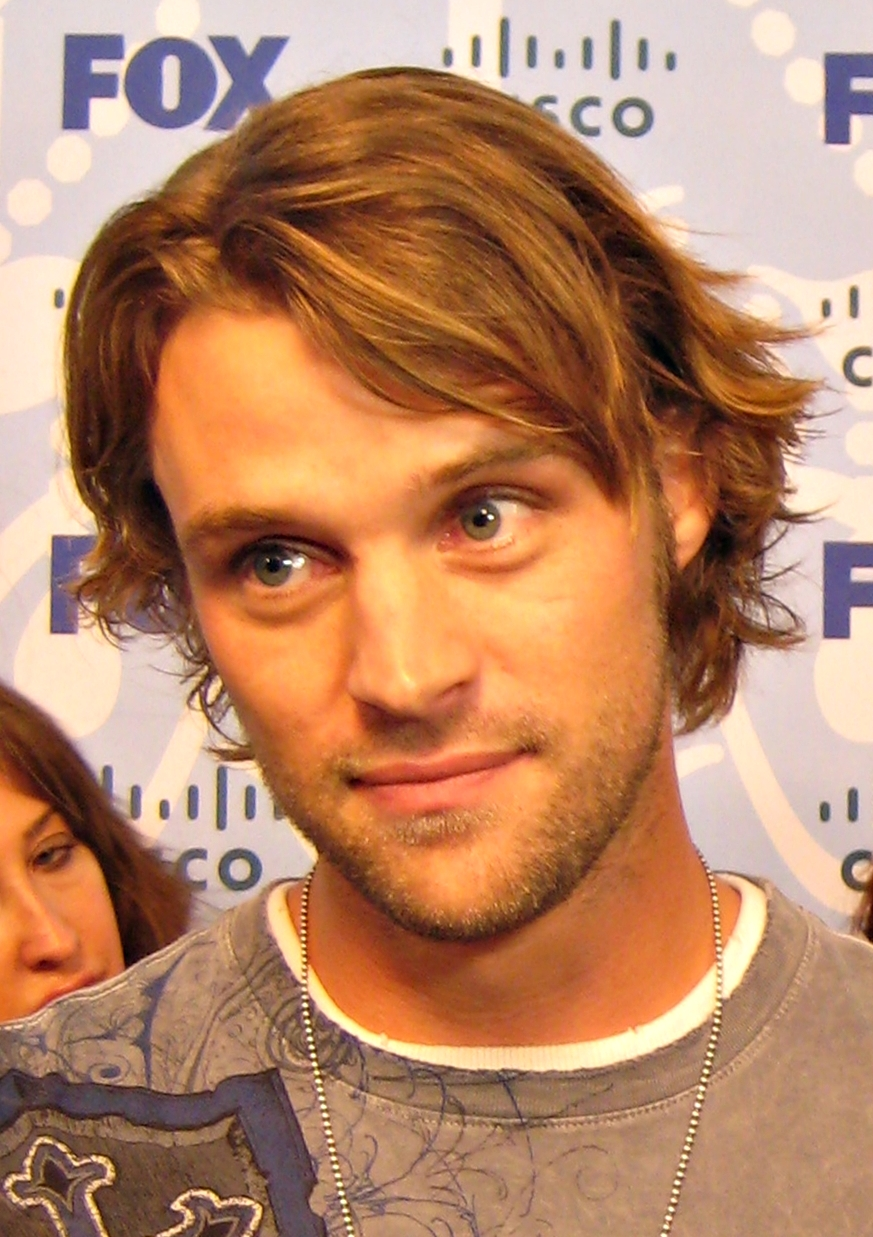
Jesse Spencer
geboren in 1979

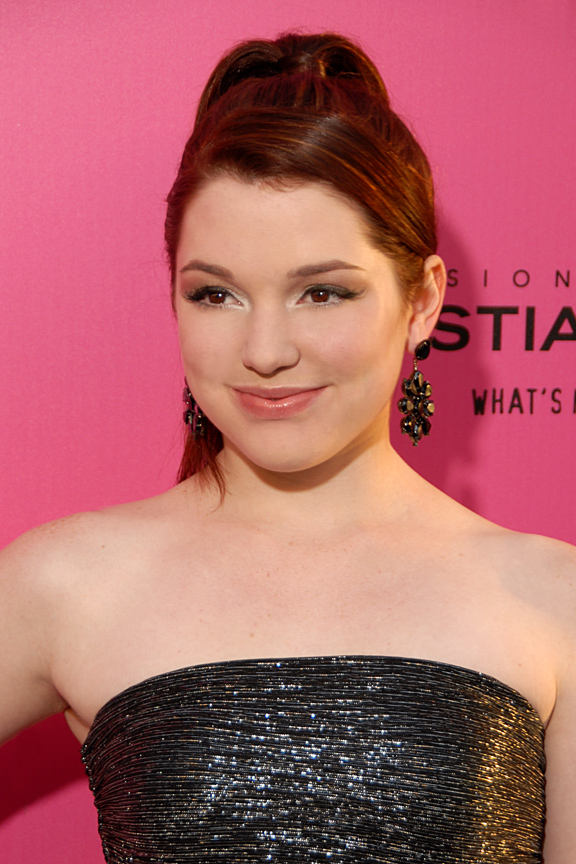
Jennifer Stone
geboren in 1993

- 1584 - Casparus Barlaeus, Nederlands dichter (overleden 1648)
- 1637 - Jan Swammerdam, Nederlands natuurwetenschapper (overleden 1680)
- 1768 - Keizer Frans II, laatste keizer van het Heilige Roomse Rijk en eerste keizer van Oostenrijk (overleden 1835)
- 1777 - Friedrich de la Motte-Fouqué, Duits schrijver (overleden 1843)
- 1791 - Jan David Zocher, Nederlands architect en stedenbouwkundige (overleden 1870)
- 1800 - John Edward Gray, Brits zoöloog (overleden 1875)
- 1809 - Charles Darwin, Engels bioloog (overleden 1882)
- 1809 - Abraham Lincoln, Amerikaans president (overleden 1865)
- 1828 - George Meredith, Engels dichter en romanschrijver (overleden 1909)
- 1837 - Thomas Moran, Engels-Amerikaans kunstschilder en etser (overleden 1926)
- 1851 - Hendrik van Bourbon-Parma, hertog van Bardi (overleden 1905)
- 1861 - Lou Andreas-Salomé, Russisch-Duits psychoanalytica en schrijfster (overleden 1937)
- 1864 - Johannes Hendrik Carpentier Alting, Nederlands hoogleraar (overleden 1929)
- 1869 - Kien Phuc, regerend keizer van Vietnam (overleden 1884)
- 1877 - Louis Renault, autofabrikant (overleden 1944)
- 1884 - Johan Laidoner, Estisch opperbevelhebber (overleden 1953)
- 1888 - Anders Ahlgren, Zweeds worstelaar (overleden 1976)
- 1888 - Hans von Sponeck, Duits generaal (overleden 1944)
- 1893 - Omar Bradley, Amerikaans militair leider (overleden 1981)
- 1893 - Marcel Minnaert, Belgisch bioloog, astrofysicus, didacticus, flamingant en marxist (overleden 1970)
- 1893 - Steingrímur Steinþórsson, IJslands politicus (overleden 1966)
- 1898 - David Bruce, Amerikaans diplomaat (overleden 1977)
- 1900 - Pink Anderson, Amerikaans bluesmuzikant (overleden 1974)
- 1900 - Vasili Tsjoejkov, Russisch militair (overleden 1982)
- 1905 - Arvo Närvänen, Fins voetballer (overleden 1982)
- 1906 - Jan Broeksz, Nederlands journalist, omroeppionier, politicus en radiopresentator (overleden 1980)
- 1909 - Bernabé Ferreyra, Argentijns voetballer (overleden 1972)
- 1910 - Bernard Slicher van Bath, Nederlands landbouwhistoricus (overleden 2004)
- 1910 - Georgette Rejewski, Belgisch actrice en logopediste (overleden 2014)
- 1911 - Charles Mathiesen, Noors schaatser (overleden 1994)
- 1913 - Tony Bell, Belgisch zanger en acteur (overleden 2006)
- 1914 - Nello Celio, Zwitsers politicus (overleden 1995)
- 1914 - Jacob Kraal, Nederlands verzetsstrijder (overleden 1944)
- 1915 - Lamberto Avellana, Filipijns film- en toneelregisseur (overleden 1991)
- 1915 - Lorne Greene, Canadees acteur (overleden 1987)
- 1916 - Fritz Kahlenberg, Nederlands fotograaf en verzetsstrijder (overleden 1996)
- 1916 - Damián Iguacén Borau, Spaans bisschop (overleden 2020)
- 1920 - Heleno de Freitas, Braziliaans voetballer (overleden 1959)
- 1920 - Jack Turner, Amerikaans autocoureur (overleden 2004)
- 1921 - Walter Goddijn, Nederlands theoloog (overleden 2007)
- 1922 - Hussein Onn, Maleisisch politicus (overleden 1990)
- 1923 - Nand Buyl, Belgisch acteur en regisseur (overleden 2009)
- 1923 - Franco Zeffirelli, Italiaans filmregisseur (overleden 2019)
- 1926 - Irene Camber, Italiaans schermster (overleden 2024)
- 1927 - Ann Gillis, Amerikaans actrice (overleden 2018)
- 1928 - Leslie E. Robertson, Amerikaans civiel ingenieur (overleden 2021)
- 1930 - Philip Vergels, Belgisch politicus, advocaat en burgemeester (overleden 2023)
- 1931 - Caecilia Andriessen, Nederlands pianiste, muziekpedagoog en componiste (overleden 2019)
- 1931 - Janwillem van de Wetering, Nederlands schrijver, zakenman en avonturier (overleden 2008)
- 1933 - Costa-Gavras, Frans-Grieks filmregisseur
- 1933 - Vladimír Suchánek, Tsjechisch grafisch kunstenaar (overleden 2021)
- 1934 - Annette Crosbie, Brits actrice
- 1934 - Anne Krüger, Amerikaans econoom en hoogleraar
- 1934 - Bill Russell, Amerikaans basketballer (overleden 2022)
- 1935 - Jan Roeland, Nederlands kunstschilder (overleden 2016)
- 1936 - Joe Don Baker, Amerikaans acteur (overleden 2025)
- 1936 - Fang Lizhi, Chinees natuurkundige en dissident (overleden 2012)
- 1937 - Charles Dumas, Amerikaans atleet (overleden 2004)
- 1937 - Sipke van der Land, Nederlands predikant en televisiepresentator (overleden 2015)
- 1937 - Anatole Novak, Frans wielrenner (overleden 2022)
- 1937 - Victor Emanuel van Savoye, Italiaans (kroon)prins (overleden 2024)
- 1939 - Walter Glechner, Oostenrijks voetballer (overleden 2015)
- 1939 - Ray Manzarek, Amerikaans toetsenist (overleden 2013)
- 1941 - Dominguinhos, Braziliaans componist, zanger en accordeonist (overleden 2013)
- 1942 - Ehud Barak, Israëlisch generaal en premier (1999-2001)
- 1942 - Terry Bisson, Amerikaans sciencefiction- en fantasyschrijver (overleden 2024)
- 1945 - Luc Dupanloup, Belgisch tekenaar (overleden 2000)
- 1945 - David D. Friedman, Amerikaans econoom
- 1945 - Gareth Thomas,  Welsh acteur (overleden 2016)
- 1946 - Ever Meulen, Belgisch illustrator
- 1947 - Jaap Dekker, Nederlands componist en pianist (overleden 2020)
- 1948 - Raymond Kurzweil, Amerikaans wetenschapper, uitvinder en zakenman
- 1949 - John Blankenstein, Nederlands voetbalscheidsrechter (overleden 2006)
- 1949 - Marion Hänsel, Belgisch actrice en regisseuse (overleden 2020)
- 1950 - Angelo Branduardi, Italiaans musicus en componist
- 1950 - Steve Hackett, Brits musicus (o.a. Genesis)
- 1952 - Patrick Gaillard, Frans autocoureur
- 1952 - Michael McDonald, Amerikaans zanger
- 1952 - Henry Rono, Keniaans atleet (overleden 2024)
- 1953 - Frans Mulder, Nederlands acteur en cabaretier (Purper)
- 1953 - Gerry Tolman, Amerikaans musicus, manager en producent (overleden 2005)
- 1953 - Helmut Wechselberger, Oostenrijks wielrenner
- 1954 - Majalli Whbee, Druzisch-Israëlisch politicus
- 1954 - Philip Zimmermann, Amerikaans informaticus en cryptograaf
- 1956 - Ad Melkert, Nederlands politicus en bewindvoerder bij het IMF
- 1957 - Lupo Quiñónez, Ecuadoraans voetballer
- 1957 - Joseph Siravo, Amerikaans acteur en filmproducent (overleden 2021)
- 1957 - Willie Smits, Nederlands bosbouwkundige, dierenrechtenactivist en natuurbeschermer
- 1958 - Mary Chapin Carpenter, Amerikaans singer-songwriter en countryzangeres
- 1959 - Liliane Mandema, Nederlands atlete (overleden 2020)
- 1961 - Tonnie Dirks, Nederlands atleet
- 1961 - David Graeber, Amerikaans antropoloog en anarchistisch activist (overleden 2020)
- 1961 - Lucas Sang, Keniaans atleet (overleden 2008)
- 1962 - René Scheuer, Luxemburgs voetballer
- 1963 - Sandra Hermanus-Schröder, Nederlands predikant
- 1965 - Brett Kavanaugh, Amerikaans opperrechter
- 1966 - Jeroen Fischer, Belgisch atleet
- 1967 - Hermione Norris, Engels actrice
- 1968 - Josh Brolin, Amerikaans acteur
- 1968 - Chris McCandless, Amerikaans avonturier (overleden 1992)
- 1968 - Ioan Sabău, Roemeens voetballer
- 1968 - Mark van der Werf, Nederlands schaker
- 1969 - Darren Aronofsky, Amerikaans filmregisseur en -producer
- 1969 - Steve Backley, Brits atleet
- 1969 - Hong Myung-bo, Zuid-Koreaans voetballer
- 1969 - Jeffrey Willems, Nederlands radio-dj (overleden 2022)
- 1970 - Bryan Roy, Nederlands voetballer
- 1970 - Armando Gallop, Amerikaans houseproducer
- 1971 - Nathan Kahan, Belgisch atleet
- 1971 - Sanne Wallis de Vries, Nederlands cabaretière
- 1973 - Gianni Romme, Nederlands schaatser
- 1973 - Tara Strong, Canadees (stem)actrice
- 1973 - Sandra Swennen, Belgisch atlete
- 1974 - Martin Erlandsson, Zweeds golfer
- 1974 - Dmitri Loskov, Russisch voetballer
- 1974 - Geert Omloop, Belgisch wielrenner
- 1975 - Peter Bonnington, Brits ingenieur
- 1976 - Niki Leferink, Nederlands voetballer
- 1976 - Silvia Saint, Tsjechisch pornoster
- 1976 - Grzegorz Sposób, Pools hoogspringer
- 1977 - Paul Di Bella, Australisch atleet
- 1978 - Simon van der Geest, Nederlands schrijver, dichter en theaterdocent
- 1979 - Michela Ponza, Italiaans biatlete
- 1979 - Jesse Spencer, Australisch acteur
- 1980 - Juan Carlos Ferrero, Spaans tennisser
- 1980 - Tine Rustad Albertsen, Noors handbalster
- 1980 - Christina Ricci, Amerikaans actrice
- 1980 - Gucci Mane, Amerikaans rapper
- 1980 - Tino Piontek, Duits muziekproducer
- 1981 - Peter Van Hove, Belgisch atleet
- 1981 - Terefe Yae, Ethiopisch atleet
- 1982 - Alo Bärengrub, Estisch voetballer
- 1982 - Steven Nyman, Amerikaans alpineskiër
- 1982 - Matías Schulz, Argentijns handballer
- 1982 - Loúis Tsátoumas, Grieks atleet
- 1983 - Abdulkadir Bitigen, Turks voetbalscheidsrechter
- 1983 - Tyler Butterfield, Bermudaans-Amerikaans triatleet en wielrenner
- 1983 - Gaolesiela Salang, Botswaans atleet
- 1983 - Carlos Vicens, Spaans voetbaltrainer
- 1984 - Alexandra Dahlström, Zweeds actrice
- 1984 - Caterine Ibargüen, Colombiaans atlete
- 1984 - Jacob Mulenga, Zambiaans voetballer
- 1984 - Andrei Sidorenkov, Estisch voetballer
- 1984 - Peter Utaka, Nigeriaans voetballer
- 1984 - Peter Vanderkaay, Amerikaans zwemmer
- 1985 - Wendy Den Haeze, Belgisch atlete
- 1985 - Josphat Ndambiri, Keniaans atleet
- 1985 - Przemysław Stańczyk, Pools zwemmer
- 1985 - Erik de Kruijk, Nederlands voetballer
- 1986 - Hanny Allston, Australisch oriëntatieloopster
- 1986 - Valorie Curry, Amerikaans actrice
- 1986 - Frankie Provenzano, Italiaans autocoureur
- 1987 - Guilherme Guido, Braziliaans zwemmer
- 1988 - Mathieu Dossevi, Frans-Togolees voetballer
- 1988 - Scott Durant, Brits roeier
- 1988 - David Hubert, Belgisch voetballer
- 1988 - Nicolás Otamendi, Argentijns voetballer
- 1988 - Nicolas Schindelholz, Zwitsers voetballer (overleden 2022)
- 1988 - Dilšod Vasiev, Tadzjieks voetballer
- 1989 - Katy O'Brian, Amerikaans actrice
- 1990 - Ismo (Ismail Houllich), Nederlands rapper
- 1990 - Scott Thwaites, Engels wielrenner
- 1990 - Michael Tumi, Italiaans atleet
- 1991 - Nick McBride, Australisch autocoureur
- 1991 - Manuel Gulde, Duits voetballer
- 1991 - Ragnhild Haga, Noors langlaufster
- 1991 - Patrick Herrmann, Duits voetballer
- 1991 - Michael Schimpelsberger, Oostenrijks voetballer
- 1991 - Bart Swings, Belgisch inline-skater en langebaanschaatser
- 1992 - Ezgjan Alioski, Macedonisch-Zwitsers voetballer
- 1992 - Darko Brašanac, Servisch voetballer
- 1992 - Valentin Debise, Frans motorcoureur
- 1992 - Mosinet Geremew, Ethiopisch atleet
- 1992 - Lukáš Masopust, Tsjechisch voetballer
- 1992 - Tornike Okriasjvili, Georgisch voetballer
- 1992 - Stefan Ristovski, Macedonisch-Portugees voetballer
- 1992 - Arnaud Souquet, Frans voetballer
- 1993 - Benik Afobe, Congolees-Engels voetballer
- 1993 - Rafael Alcântara, Braziliaans-Spaans voetballer
- 1993 - Anaïs Chevalier-Bouchet, Frans biatlete
- 1993 - Paolo Faragò, Italiaans voetballer
- 1993 - Jennifer Stone, Amerikaans actrice
- 1994 - Judy Baauw, Nederlands BMX'er
- 1995 - Ed Jones, autocoureur uit de Verenigde Arabische Emiraten
- 1997 - Catie DeLoof, Amerikaans zwemster
- 1997 - Francesca Durante, Italiaans voetbalster
- 1997 - Matteo Ferrari, Italiaans motorcoureur
- 1997 - Johanna Rytting Kaneryd, Zweeds voetbalster
- 1997 - Gavin Vlijter, Nederlands-Surinaams voetballer
- 1998 - Julian Chabot, Duits-Frans voetballer
- 1998 - Ferdy Druijf, Nederlands voetballer
- 1998 - Jordy Soladio, Belgisch-Congolees voetballer
- 2000 - Jurian Hobbel, Nederlands voetballer
- 2000 - Jean Marcelin, Frans-Réunions voetballer
- 2000 - Mylène en Rosanne Waalewijn, Nederlands zangduo
- 2001 - Nicolò Fagioli, Italiaans voetballer
- 2001 - Chvitsja Kvaratschelia, Georgisch voetballer
- 2002 - Mohamed Ihattaren, Nederlands-Marokkaans voetballer
- 2002 - Jochem Scheij, Nederlands voetballer

## Overleden

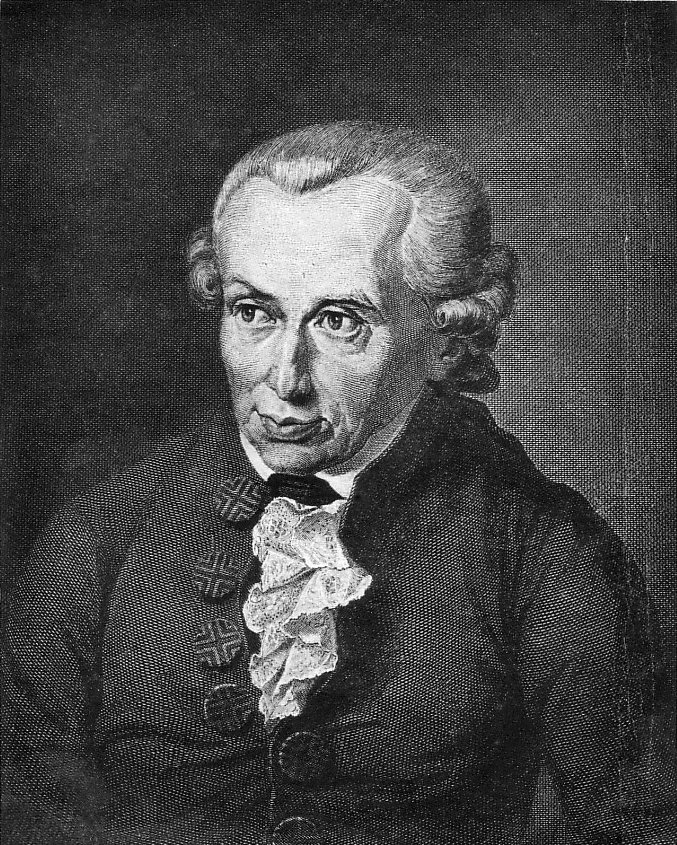
Immanuel Kant
overleden in 1804

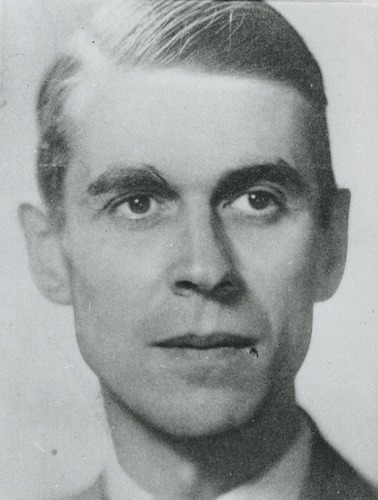
Walraven van Hall
overleden in 1945

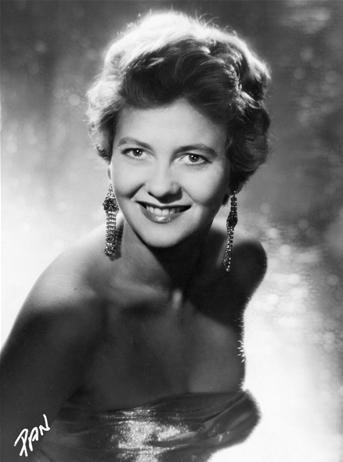
Grethe Sønck
overleden in 2010

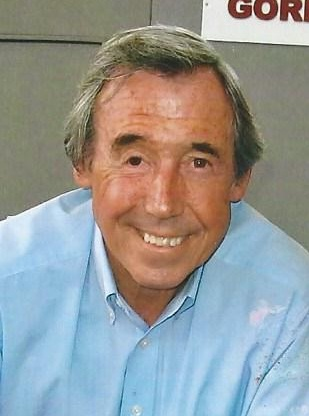
Gordon Banks
overleden in 2019

- 1371 - Gerlach van Nassau (~49), aartsbisschop en keurvorst van Mainz
- 1554 - Jane Grey (16), koningin van Engeland
- 1689 - Marie Louise van Orléans (26), koningin van Spanje
- 1692 - Hendrik Hamel (62), Nederlands zeevaarder en VOC-boekhouder
- 1763 - Pierre Carlet de Marivaux (75), Frans schrijver
- 1770 - Christopher Middleton, Engels marineofficier
- 1798 - Stanislaus II August Poniatowski (66), laatste koning van een zelfstandig Polen
- 1804 - Immanuel Kant (79), Duits filosoof
- 1836 - Copenhagen (28), paard van de Hertog van Wellington
- 1882 - Thomas van Leent (74), Nederlands kunstschilder
- 1903 - José Palma (27), Filipijns dichter
- 1916 - Richard Dedekind (84), Duits wiskundige
- 1919 - Harold Gilman (43), Engels kunstschilder.
- 1929 - Lillie Langtry (75), Brits actrice
- 1933 - Jan Samijn (63), Belgisch syndicalist
- 1935 - Auguste Escoffier (88), Frans chef-kok
- 1938 - Maurits Sabbe (65), Belgisch schrijver
- 1939 - Potenciano Gregorio (58), Filipijns musicus en componist
- 1945 - Walraven van Hall (39), Nederlands bankier en verzetsstrijder
- 1945 - Hendrik Roelof de Jong (33), Nederlands dominee en verzetsstrijder
- 1947 - Kurt Lewin (56), Duits psycholoog
- 1951 - Marinus den Ouden (41), Nederlands militair, commandant Nederlands Detachement Verenigde Naties (Korea)
- 1952 - Rudolf Strnisko (71), Tsjechisch bierbrouwer
- 1953 - Hal Colebatch (81), 12e premier van West-Australië
- 1953 - Gustaaf Lamerant (90), Belgisch rooms-katholiek priester en schrijver
- 1958 - Marcel Cachin (88), Frans communistisch politicus en journalist
- 1959 - George Antheil (58), Amerikaans componist
- 1960 - Jean-Michel Atlan (47), Frans kunstschilder
- 1960 - Oskar von Hindenburg (77), Duits generaal
- 1960 - Roelof Klein (82), Nederlands roeier
- 1975 - Lies Koning (57), Nederlands atlete
- 1976 - Sal Mineo (37), Amerikaans acteur
- 1977 - Herman Dooyeweerd (82), Nederlands filosoof
- 1978 - Cecilia Callebert (93), Belgisch pianiste en componiste
- 1983 - Jan Klaassens (51), Nederlands voetballer
- 1984 - Julio Cortázar (70), Argentijns schrijver
- 1987 - Dennis Poore (70), Brits autocoureur
- 1989 - Thomas Bernhard (58), Oostenrijks schrijver
- 1991 - K.W.L. Bezemer (91), Nederlands maritiem historicus
- 1999 - Jaroslawa Dankowa (73), Nederlands beeldhouwster
- 1999 - Michel Seuphor (97), Belgisch kunstenaar
- 1999 - Jo Zanders, (90), Nederlands burgemeester van Venlo tijdens WOII
- 2001 - Walraven van Heeckeren van Molecaten (86), lid Nederlandse adel
- 2001 - Kristina Söderbaum (88), Zweeds-Duits actrice
- 2005 - Marinus van der Goes van Naters (104), Nederlands politicus
- 2005 - Rob Punt (47), Nederlands motorcoureur
- 2005 - Maurice Trintignant (87), Frans autocoureur
- 2007 - Peter Ellenshaw (93), Brits special-effectsontwerper
- 2007 - Paolo Pileri (62), Italiaans motorcoureur
- 2007 - Dé Stoop (87), Nederlands sportbestuurder
- 2008 - Johan Kasantaroeno (62), Surinaams politicus
- 2008 - Badri Patarkatsisjvili (52), Georgisch zakenman en oppositieleider
- 2008 - Jean Prouff (88), Frans voetballer en voetbalcoach
- 2009 - Álvaro Bardón (68), Chileens neo-liberaal econoom
- 2009 - Hermann Becht (69), Duits operazanger
- 2009 - Hercules Bellville (69), Amerikaans filmproducent
- 2009 - Alison Des Forges (66), Amerikaans mensenrechtenactiviste
- 2009 - Lis Hartel (87), Deens amazone
- 2009 - Georges Labica (78), Frans marxistisch filosoof
- 2009 - Hugh Leonard (82), Iers toneelschrijver
- 2009 - Mat Mathews (84), Nederlands jazzaccordeonist
- 2009 - Coleman Mellett (34), Amerikaans jazzgitarist
- 2009 - Johan Mittertreiner (93), Nederlands balletdanser
- 2009 - Gerry Niewood (65), Amerikaans jazzsaxofonist, -fluitist en -klarinettist
- 2009 - Claude Nollier (89), Frans actrice
- 2010 - Nodar Koemaritasjvili (21), Georgisch rodelaar
- 2010 - Werner Krämer (70), Duits voetballer
- 2010 - Grethe Sønck (80), Deens actrice
- 2011 - Peter Alexander (84), Oostenrijks zanger en acteur
- 2011 - Betty Garrett (91), Amerikaans actrice
- 2011 - Fedor den Hertog (64), Nederlands wielrenner
- 2014 - Sid Caesar (91), Amerikaans komiek en acteur
- 2014 - Josef Röhrig (88), Duits voetballer
- 2015 - Movita Castaneda (98), Amerikaans actrice
- 2015 - Désiré Dondeyne (93), Frans componist en dirigent
- 2015 - Cornelis Pieter van den Hoek (93), Nederlands verzetsstrijder en Ridder in de Militaire Willems-Orde
- 2015 - Tomie Ohtake (101), Japans-Braziliaans beeldhouwster, schilderes en grafica
- 2015 - Steve Strange (55), Brits zanger
- 2016 - Dominique D'Onofrio (62), Belgisch voetbaltrainer
- 2016 - Marie de Sousberghe (111), oudste vrouw van België
- 2017 - Stacy Bromberg (60), Amerikaans dartster
- 2017 - Al Jarreau (76), Amerikaans zanger
- 2017 - Albert Malbois (101), Frans bisschop
- 2018 - Martin van der Borgh (83), Nederlands wielrenner
- 2018 - Jef Geys (84), Belgisch kunstenaar
- 2018 - Alfred Gilgen (87), Zwitsers politicus
- 2018 - Klaasje van der Wal (69), Nederlands bassist
- 2019 - Gordon Banks (81), Engels voetballer
- 2019 - Leo van Gansewinkel (80), Nederlands ondernemer
- 2019 - Anke de Graaf (91), Nederlands schrijfster
- 2019 - Pedro Morales (76), Puerto Ricaans showworstelaar
- 2020 - Geert Hofstede (91), Nederlands organisatiepsycholoog
- 2020 - John Loridon (82), Belgisch basketballer
- 2020 - Hamish Milne (80), Brits pianist
- 2020 - Rajendra Pachauri (79), Indiaas econoom
- 2021 - Gianni Beschin (77), Italiaans voetbalscheidsrechter
- 2021 - Milford Graves (79), Amerikaans jazzdrummer en -percussionist
- 2022 - William Kraft (98), Amerikaans componist en dirigent
- 2022 - Ivan Reitman (75), Slowaaks-Canadees filmregisseur en filmproducent
- 2024 - Rudolf Jansen (84), Nederlands pianist
- 2024 - Steve Wright (69), Brits diskjockey

## Viering/herdenking
- VS - verjaardag van Abraham Lincoln
- Chili - Onafhankelijkheidsdag (1818)
- 2002 - Chinees Nieuwjaar
- 2009 - 200 jaar Darwin
- Rooms-katholieke kalender:
  - Heilige Benedictus van Aniane († 821) (gedachtenis in bisdom Aken & Straatsburg)
  - Heilige Alexis van Moskou († 1378)
  - Heilige Damianus van Alexandrië
  - Heilige Eulalia van Barcelona († c. 303)

## Weerextremen

### Nederland
| | Officiële records | Officiële records | Officiële records |      | Landelijke records  | Landelijke records | Landelijke records                                                                 |
| Gebeurtenis | Jaar              | Extreem           | Locatie           | Jaar | Extreem             | Locatie            |                                                                                    |
| --- | ----------------- | ----------------- | ----------------- | ---- | ------------------- | ------------------ | ---------------------------------------------------------------------------------- |
| Laagste etmaalgemiddelde temperatuur (°C) | 1929              | −12,9             | De Bilt           |      | 1929                | −13,5              | Maastricht                                                                         |
| Hoogste etmaalgemiddelde temperatuur (°C) | 2002              | 11,4              | De Bilt           |      | 2002                | 11,8               | Arcen                                                                              |
| Laagste minimumtemperatuur (°C) | 1929              | −17,9             | De Bilt           |      | 1929                | −17,9              | De Bilt                                                                            |
| Hoogste minimumtemperatuur (°C) | 2002              | 9,5               | De Bilt           |      | 2002                | 9,5                | De Bilt                                                                            |
| Laagste maximumtemperatuur (°C) | 1929              | −7,1              | De Bilt           |      | 1929                | −8,8               | Maastricht                                                                         |
| Hoogste maximumtemperatuur (°C) | 2008              | 14,1              | De Bilt           |      | 1998                | 16,0               | Arcen                                                                              |
| Hoogste uurgemiddelde windsnelheid (m/s) | 1904              | 14,9              | De Bilt           |      | 1962                | 24,7               | Schiphol                                                                           |
| Hoogste windstoot (m/s) | 1962              | 28,3              | De Bilt           |      | 1990                | 30,9               | Vlissingen                                                                         |
| Langste zonneschijnduur (uur) | 1999, 2008, 2021  | 8,9               | De Bilt           |      | 2003 2008 2015 2021 | 9,0                | Maastricht Vlissingen Maastricht Arcen, Ell, Vlissingen, Westdorpe, Wilhelminadorp |
| Langste neerslagduur (uur) | 1963              | 20,9              | De Bilt           |      | 1963                | 20,9               | De Bilt                                                                            |
| Hoogste etmaalsom van de neerslag (mm) | 2005              | 24,6              | De Bilt           |      | 1973                | 25,4               | De Kooy                                                                            |
| Laagste etmaalgemiddelde relatieve vochtigheid (%) | 1985              | 62                | De Bilt           |      | 1929                | 53                 | Maastricht                                                                         |
| Laagste uurwaarde luchtdruk op zeeniveau (hPa) | 1990              | 973,0             | De Bilt           |      | 1990                | 969,9              | De Kooy                                                                            |
| Hoogste uurwaarde luchtdruk op zeeniveau (hPa) | 1984              | 1044,0            | De Bilt           |      | 1984                | 1046,3             | Eelde                                                                              |
| Officiële records worden altijd gemeten op het KNMI-weerstation in De Bilt. Landelijke records kunnen worden gemeten op elk officieel KNMI-weerstation in Nederland. |                   |                   |                   |      |                     |                    |                                                                                    |

Uitzonderlijke gebeurtenissen
- 1909 - Officieel laagste minimumtemperatuur in °C van het jaar gemeten in De Bilt: −10,2
- 1936 - Officieel laagste minimumtemperatuur in °C van het jaar gemeten in De Bilt: −10,1
- 1998 - Eerste landelijke zachte dag van het jaar gemeten in Arcen, Eindhoven, Gilze-Rijen en Volkel (maximumtemperatuur ≥ 15 °C op een officieel weerstation)
- 2021 - Officieel laagste minimumtemperatuur in °C van het jaar gemeten in De Bilt: −10,9

### België
Dagrecords
- 1929 - Laagste etmaalgemiddelde temperatuur −11,5 °C
- 2001 - Hoogste etmaalgemiddelde temperatuur 11,9 °C
- 1929 - Laagste minimumtemperatuur −15,7 °C
- 1998 - Hoogste maximumtemperatuur 15,1 °C
- 1996 - Hoogste etmaalsom van de neerslag 23,3 mm

Uitzonderlijke gebeurtenissen
- 1938 - Windstoten tot 142 km/h in Zeebrugge en de schade aan de kust is aanzienlijk.
- 1962 - Hoge neerslagcijfers tot 81,6 mm neerslag in Robertville (Weismes).
- 2002 - Hoge minimumtemperaturen. In Koksijde en Poperinge wordt het niet kouder dan 11,4 °C.
- 2012 - Einde van een koudegolf die begon op 30 januari.

<< · 1 · 2 · 3 · 4 · 5 · 6 · 7 · 8 · 9 · 10 · 11 · 12 · 13 · 14 · 15 · 16 · 17 · 18 · 19 · 20 · 21 · 22 · 23 · 24 · 25 · 26 · 27 · 28 · 29 · (30) · >>